# Russia Beyond the Headlines
Russia Beyond o RBTH, fino al settembre 2017 chiamato Russia Beyond the Headlines, è una testata giornalistica che riporta notizie legate alla Russia. Fino al 9 gennaio 2017 è stata finanziata da Rossijskaja Gazeta, organo ufficiale del governo della Federazione russa, per passare poi sotto la direzione della compagnia ANO «Tv-Novosti», editore anche del canale televisivo RT.
Sempre nel corso del 2017 è progressivamente cessata la pubblicazione degli inserti cartacei di Russia Beyond the Headlines, che erano distribuiti in 26 Paesi in 16 diverse lingue. Russia Beyond ha invece rafforzato la presenza su internet, dove esce in 13 lingue.
Attraverso le sue risorse online, Russia Beyond offre servizi raccolti in Russia e sulla cultura e società russa.

## Struttura
Russia Beyond the Headlines è stata finanziata per dieci anni da Rossijskaja Gazeta, la gazzetta ufficiale del Governo russo, sede della pubblicazione ufficiale di tutte le leggi e decreti emessi dalle istituzioni statali russe. In cambio di tale attività, la redazione del giornale riceveva una compensazione a carico del bilancio dello Stato. Oltre alle sue funzioni ufficiali, Rossiyskaya Gazeta è anche un quotidiano di interesse sociale-politico. Grazie a questi proventi, finanziava il progetto RBTH che aveva ed ha una redazione e un servizio di stampa separati rispetto a quelli di Rossiyskaya Gazeta. Nel gennaio 2017 è passata sotto la direzione della compagnia ANO «Tv-Novosti» e nel settembre del 2017 ha cambiato nome in Russia Beyond.
La redazione di RBTH si compone del Central Desk, dove vengono prodotti materiali informativi comuni per tutti i Paesi e le regioni, e dei vari desk regionali, dove questi materiali vengono adattati a ciascun Paese specifico e integrati con argomenti rilevanti. Ogni edizione regionale di Russia Beyond pubblica poi materiale sulle relazioni bilaterali che ogni Paese intrattiene con la Russia.

## Attività finanziaria
I partner stranieri che si occupavano della stampa e della distribuzione dei supplementi di RBTH ricevevano un rimborso totale o parziale dei costi sostenuti per la produzione di tali supplementi (carta, stampa, distribuzione), nonché per l'erogazione a RBTH di servizi aggiuntivi come la promozione di suddetti supplementi e la realizzazione di indagini e sondaggi che valutano l'impatto sui lettori. Dal 2017, con il crescente orientamento del progetto verso internet, sono state avviate sindycation con circa 50 siti stranieri, individuati fin dalla metà del 2016.

## Network
- The New York Times (USA)
- The Washington Post (USA)
- The Wall Street Journal (USA)
- Le Figaro (Francia)
- Le Soir (Belgio)
- Süddeutsche Zeitung (Germania)
- El País (Spagna)
- El Observador (Uruguay)
- La Nación (Argentina)
- La Repubblica (Italia)
- Геополитика-Geopolitica (Serbia)
- Политика-Politika (Serbia)
- Дума-Duma (Bulgaria)
- Nova Makedonjja (Macedonia)
- Folha De S.Paulo (Brasile)
- JoongAng Ilbo (Corea del Sud)
- Mainichi (Giappone)
- The Global Times
- The Sydney Morning Herald (Australia)
- The Age (Australia)
- The Economic Times (India)
- Gulf News (Emirati Arabi Uniti)
- Al Khaleej
- The Nation
- The New York Times International
- Eleutheros Typos
- Foreighn Policy